# Маджента
Мадже́нта (італ. Magenta, МФА: [maˈdʒɛnta]) — муніципалітет в Італії, у регіоні Ломбардія, метрополійне місто Мілан.
Маджента розташована на відстані близько 500 км на північний захід від Рима, 24 км на захід від Мілана.
Населення — 23 482 особи (2014).

Щорічний фестиваль відбувається 11 листопада. Покровитель — святий Мартин Турський (San Martino di Tours).

## Історія
Всесвітньої відомості селище набуло в 1859 році, після битви при Мадженті, від неї свою назву отримав і колір маджента. На честь битви названий також бульвар у Парижі.

## Демографія
Населення за роками:

Станом на 1 січня 2023 року в муніципалітеті офіційно проживало 2797 іноземців з 79 країн, серед них 343 громадяни країн Євросоюзу та 256 громадян України.

## Сусідні муніципалітети
- Боффалора-сопра-Тічино
- Черано
- Корбетта
- Маркалло-кон-Казоне
- Робекко-суль-Навільйо
- Санто-Стефано-Тічино

## Персоналії
- Карло Понті (1912—2007) — італійський кінопродюсер.